# OMC (banda)
OMC (anteriormente llamada Otara Millionaires Club) fue una banda de pop y rock neozelandesa formada en el año de 1993, conocida por el éxito "How Bizarre" de 1996, que llegó a posiciones altas en su país y en el mundo.

## Historia
El nombre del grupo se originó de lugar que vienen "Otara". 
El dúo estuvo conformado por Pauly Fuemana y Alan Jansson pero anteriormente estaba el integrante Philip Fuemana. El grupo solo saco 1 álbum de estudio pero sacaron compilaciones después de sus éxitos tras haber sacado el álbum. 
El grupo se separó en el 2010 desde la muerte del integrante Pauly Fuemana. Al igual que el de su hermano Philip Fuemana. 

## Integrantes

### Exintegrantes
- Pauly Fuemana  - vocalista, guitarra (fallecido en 2010)
- Alan Jansson - batería
- Philip Fuemana - vocalista (fallecido en 2005)

## Discografía[2]

### Álbumes de estudio
- 1996: "How Bizarre"

### Recopilaciones
- 1996: 100% Hits Volume 19
- 1996: Kiss FM Hits 3
- 1996: Mr. Music Hits 10. 1996
- 1996: NOW 34
- 1997: Bean: The Album
- 1997: Can I Go Too?: An Armchair Guide to New Music
- 1997: Grow Your Own Christmas
- 1997: Het Beste uit 10 Jaar 2 Meter Sessies
- 1997: Ö3 Greatest Hits Vol. 1
- 1999: Total Hits Vol.2 	1CD
- 2000: Les 10 ans du 6 à 6 de CKOI FM - Volume 2
- 2000: Cruisin': The Best of Drivetime
- 2000: Fetenhits: The Real Summer Classics
- 2001: The Mail on Sunday: Coast to Coast
- 2002: Nature's Best 2 - More of New Zealand's Top Songs of All-Time
- 2005: Retro '90s
- 2008: Chevrolet Legends - Volume 2
- 2008: Lato 2008 - najlepsze przeboje
- 2010: Middle Men

### Sencillos
- "How Bizarre"
- "On the Run"
- "Right On"
- "4 All of Us"